# Team 60

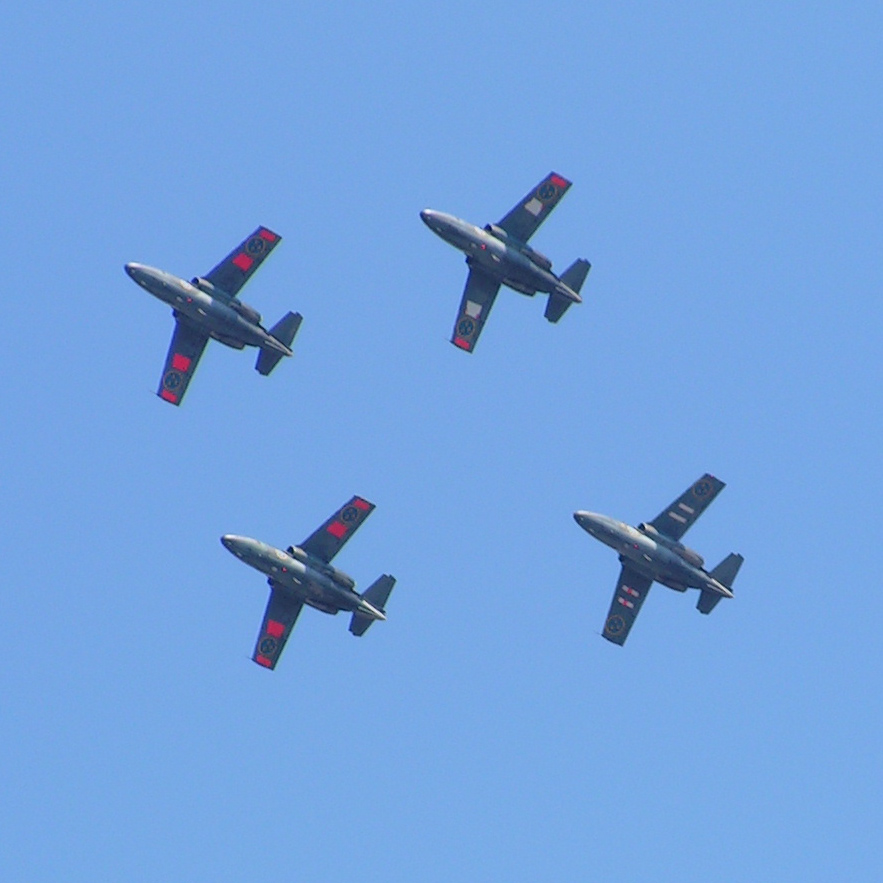
SK 60 TEAM

Team 60 is het kunstvliegdemonstratieteam van de Zweedse luchtmacht.
Het team, dat destijds naamloos was, werd opgericht in 1974 als een groep van vier SK 60's (Zweedse benoeming door de luchtmacht voor de SAAB 105) van de centrale luchtmachtvliegschool bij Ljungbyhed AFB, in het zuiden van Zweden. Het jaar daarna kwamen er twee vliegtuigen bij. In de lente van 1976 werd in Gotenburg) de eerste vertoning gevlogen onder de nieuwe naam Team 60.
De onofficiële naam van de groep, toen die gebaseerd was in Ljungbyhed, was En sexa Skåne wat in het Nederlands "zes (centiliter) Skåne Aquavit" betekent. Ljungbyhed is een plaats in de provincie Skåne, maar ook een populaire soort aquavit (een sterke drank). De groep bestaat uit zes vliegtuigen en zes centiliter is een gangbare maat voor een Zweedse 'snaps', een shot sterke drank in Zweden en Denemarken. Ook eindigde de groep haar shows soms door met rook een snapsglas in de lucht te 'tekenen'.
Hoewel het team soms wordt gereduceerd tot vier, is het met zes vliegtuigen gevestigd in Linköping.
De teamleden zijn vaak ook vlieginstructeur bij de Zweedse luchtmacht.